# Singara (geslacht)
Singara is een geslacht van vlinders van de familie spinneruilen (Erebidae), uit de onderfamilie Calpinae.

## Soorten
- S. diversalis Walker, 1865
- S. humberti Viette, 1966
- S. mantasoa Viette, 1981
- S. mantosoa Viette, 1981
- S. marojejy Viette, 1981
- S. ochreoplagata Bethune-Baker, 1908
- S. ochreostrigata Bethune-Baker, 1908
- S. vaovalis Viette, 1981